# 津観音
津観音（つかんのん）は、三重県津市大門にある寺院。正式な寺号は恵日山観音寺大宝院（えにちざんかんのんじだいほういん）であり、宗派は真言宗醍醐派の別格本山。
本尊は聖観音菩薩。浅草観音、大須観音と並んで日本三大観音の一つとされる。大門地区は、同寺の門前町から繁華街として発展した。三重県では専修寺に次いで2番目に参拝者数の多い寺院であり、2013年（平成25年）には23万人が参拝した。
本尊の他に崇敬を集めてきたのが「国府 阿弥陀如来」と呼ばれる三尊像である。秘仏であるが、毎月18日などに開帳される。江戸時代に江戸へ運んで出開帳を行ったことから広く知られるようになった。伊勢神宮の往復に立ち寄る参拝者が増え、「阿弥陀に詣（まい）らねば片参宮」と言われるようになった。寺でこの阿弥陀を天照大神の本地仏と位置付けていたように、神仏習合を伝統としている。2012年には、観音寺を毘沙門天の一番札所として「伊勢の津七福神巡り」が開創された。

## 歴史

### 草創期
『勢陽雑記』（近世の地誌）等が伝える伝承によれば、創建は奈良時代の初め、和銅2年（709年）に伊勢阿漕ヶ浦の漁夫の網に聖観音立像がかかり、これを本尊として開山したのが始まりであるという。しかし度重なる災害に遭ったためか、以後中世までの記録が一切残っていない。津観音に関する現存最古の明確な文献は、室町時代の永享2年（1430年）、将軍足利義教が朝命を奉じて観音寺の境内に三重塔及び恵音院を建立し、若干の地領を付けたことに関するものである。観音寺はもとは現在の津市柳山にあり、永享2年の時点で観音寺の境内には堂宇が立ち並んでいたのは確かである。康正元年（1455年）、当時の守護代である長野大和守教高からの下知状（武家様式の文書）によると、室町時代に観音寺が津開発のために領主の特別な庇護を受けたことが知られている。この時代の文献に見出せる境内の建物は、観音寺・恵音院・不動院・三重塔及び、当初観音寺とは別の地にあった六大院（大宝院）のみである。
このうち不動院についての史料では、延徳2年（1490年）春頃、津市西来寺の開基で、天台真盛宗の宗祖真盛上人が、伊勢国に行化の際、観音寺境内にあった不動院に滞留して、観音堂にて諸人に念仏を勧めたという。このため、不動院本堂（焼失）には本尊不動明王の脇壇に真盛上人の木像を安置していた。そして西来寺の住職が晋山の際はまず不動院に入り、西来寺々中の出迎えを受けて入山することが例となって、近年まで守られていた。しかし明応7年（1498年）津地方に大地震があり全地を海水に浸されたため、近在の民家と共に観音寺も現在の津市大門町に移転した。

### 大宝院（六大院）
文安元年（1444年）、後に観音寺の塔頭（境内にある子院）となる六大院（後の大宝院）が創建される。六大院は元々津市河芸郡窪田にあり、蓬莱山六大院と号した。東坊城家の猶子となった長円僧正の開基である。長円僧正は後花園天皇より勅願綸旨という天皇からの祈祷願いを記した命令文書を賜っており、朝廷からの信任の厚さがうかがえる。次いで長慶上人も東坊城家の猶子となり、永正16年（1519年）後奈良天皇に勅額（宸翰）という天皇自筆の書を賜った。この頃より六大院と東坊城家及び宮中の関係が深まり、大宝院の住職は代々東坊城家との猶子関係を結ぶ事が古例となり、この習わしは近代に至るまで守られていた。この恩に報いるため、六大院は宮中に祈祷の巻数や茶を奉納するようになり、大永元年（1521年）後柏原天皇より女房奉書が届けられ、次いで天文3年（1534年）には後奈良天皇からの女房奉書が東坊城家を通して届けられた。特に後奈良天皇からは永宣旨（住職と寺院に対しての、称号や僧階授与に関する文書）を賜っている。この時点で相当の寺格ある大寺であったと推定されるが、永禄8年（1565年）織田・北畠両家の合戦の際、兵火に巻き込まれ焼失してしまう。

### 中世
室町時代の永禄11年（1568年）には、伊勢国上野城（津市河芸町上野）を居城としていた織田信長の弟信包が、安濃津城主の細野藤敦の乞いを容れて、観音寺にてその誓紙を取り交わした。その後津城主となった織田信包は、天正8年（1580年）古刹六大院の廃亡を嘆き、六大院と他の三つの寺院を津観音境内に移し、以前からあった不動院・恵音院と共に一山を再興した。
織田信包が再興した時、鈴鹿市国府の阿弥陀如来、両脇侍を六大院に移し本尊とした。これを国府の阿弥陀と称し、伊勢神宮天照大神の本地仏（神仏習合）として広く庶民に開帳し、江戸時代には伊勢参宮の道者が増加するに伴って賽客踵を接するようになった。このため、お蔭参りの際には道中観音寺に立ち寄って参拝することが習いとなり「津に参らねば片参り」と言われる由縁となった。江戸時代、遠路の者にとってお蔭参りはまさに一生に一度の大旅であった。現在のように交通手段が整備されていなかったため、道中何らかの理由で旅を中断しなくてはならない者は、観音寺にて国府阿弥陀如来と、伊勢神宮の方角を拝んでから帰路についたと言われている（このような要所は日本各地に存在していた）。
また大宝院第九代院家の法印長堯は優れた書家で、豊臣秀吉の手習学問の師範であったので、秀吉出陣の際には常に祈念を怠らなかった。この恩義に報い秀吉は六大院に寺領百石を付する朱印状を下した。長堯法印の字（あざな）を大宝坊といったところから、この後六大院を大宝院と呼ぶこととなった。しかし、安土桃山時代の慶長5年（1600年）、石田三成方の軍勢が津城を攻めた時、兵火を罹り一山の堂宇坊舎は皆焼失してしまった。

### 近世

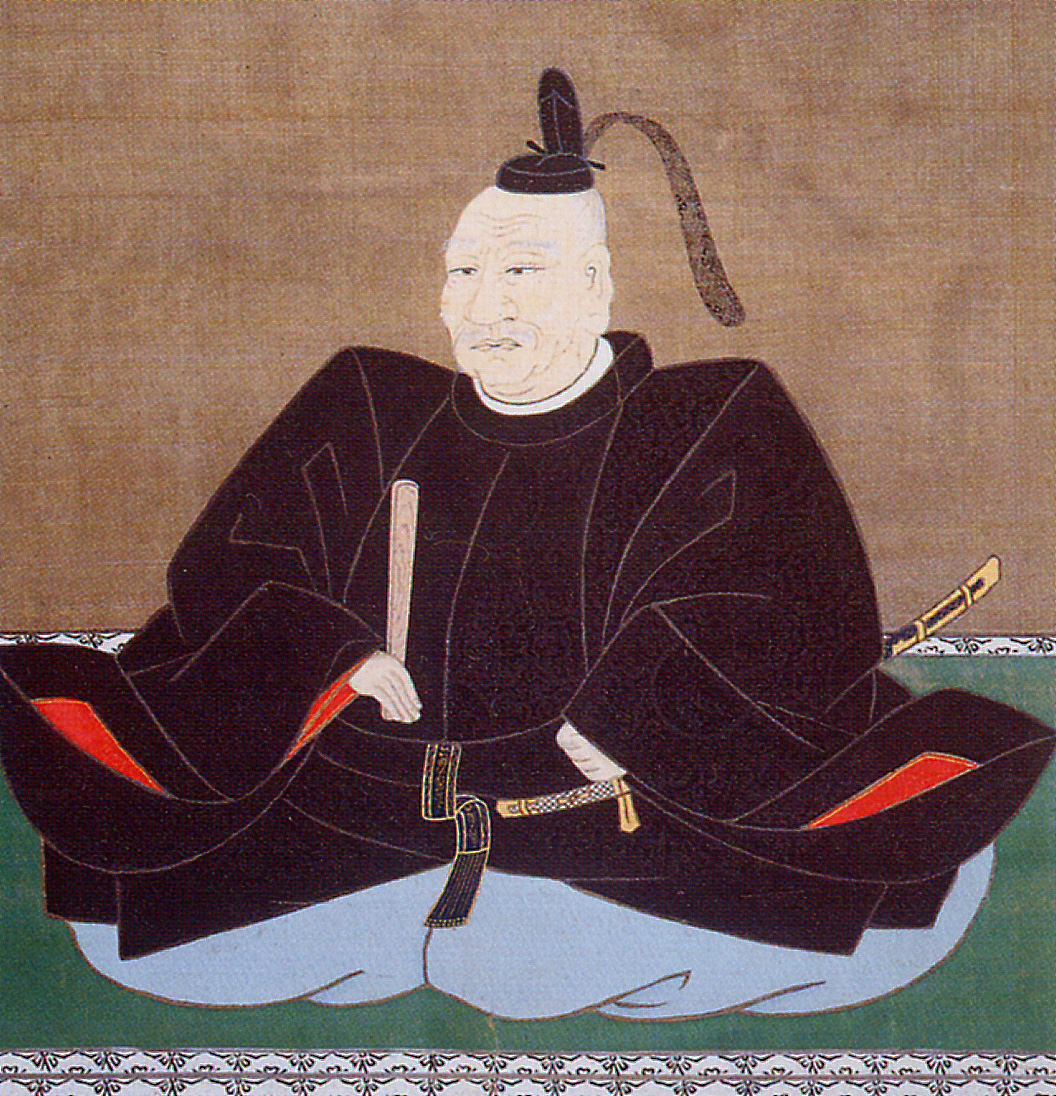
津藩初代藩主の藤堂高虎

江戸時代に入ると、慶長13年（1608年）藤堂高虎が伊予国から転封せられて新に津藩主となった際に、観音寺が津城の鬼門に当たるとして再建を大いに助けた。慶長18年（1613年）、観音堂が再建され、次いで元和3年（1617年）に梵鐘と鐘楼堂、寛永6年（1629年）に徳川家光の病気平癒を祈願して仁王門が再建する。他にも阿弥陀堂・護摩堂など多くの堂宇坊舎、及び寺領や法具が津藩主である藤堂家から寄進され、次第に主要建物が具備されていった。
塔頭である大宝院も秀吉から賜った百石の朱印状が、徳川幕府になっても変わる事無く下付された。二代将軍徳川秀忠、三代将軍徳川家光からも百石の朱印状を下付され、この例は幕末に至るまの代々の将軍家から守られた。観音寺も後に津藩主から祈願料として五十石、久居藩主から十石の寺領を頂戴したが、大宝院は将軍家の朱印状であり、後花園天皇よりこのかた歴代天皇の勅願の綸旨を賜わっていたため、観音寺境内にあっても大宝院は別格であった。その為、観音寺の棟梁寺院という立場に置かれ、場所も観音寺六坊の外にあった。
不動院にて寛政2年（1790年）には本居宣長を迎え歌会が盛大に行われ、本願院では嘉永6年（1853年）津城下の大商人が京都石門心学の柴田遊翁（武修）を招いて心学道話の会が開かれたように、文化人が集まる寺院でもあった。そして門前町である大門には、津城下初の一般紙町民子のための学館として修文館が開校した。この頃の観音寺境内風景が寛政9年（1797年）に記された『伊勢参宮名所図会』に、鬼押さえ節分の行事と共に描かれている。現存する資料の中で、江戸時代末期に至るまでの観音寺境内にあった諸堂は下記の通りである。
| - 観音堂 - 慶長18年（1613年）創建 - 大宝院（六大院） - 文安元年（1444年）創建、天正8年（1580年）境内に移転 - 恵音院 - 慶正元年（1455年）創建、天正8年（1580年）境内に移転 - 不動院 - 創建年代不詳、天正8年（1580年）観音寺境内に移転 - 知恩寺 - 創建年代不詳、元亀年間（1570年）観音寺境内に移転 - 大願寺 - 創建年代不詳、天正8年（1580年）観音寺境内に移転 - 仙王院 - 創建年代不詳、天正8年（1580年）観音寺境内に移転 - 鐘楼堂 - 元和3年（1617年）創建 - 本願院 - 元和4年頃（1618年）創建 | - 仁王門 - 寛永6年（1629年）創建 - 阿弥陀堂 - 寛永17年（1640年）創建 - 四天門 - 寛永17年（1640年）創建 - 護摩堂 - 寛永18年（1641年）創建 - 十一面観音堂 - 文久元年（1861年）創建 - 手水屋形 - 天保7年（1836年）創建 - 倶毘羅堂 - 天保10年（1839年）創建 - 弁財天祠 - 嘉永6年（1853年）創建 - 梵天堂 - 創建年代不詳、明治3年（1870年）再建 |

### 近代
明治維新の変革は、観音寺にも多大な影響を与えた。長年の藩主や将軍家の保護から離れた観音寺は、庶民の祈願所という本来の姿に帰って、信仰の中心、娯楽の中心として市民に親しまれ、津市が発展するにつれて益々賑わうようになった。境内には、養正小学校第二分校や尋常小学校、津行政事務区長役場（現在の市役所）、津商業会議所（商工会議所の前身）、銀行集会所、曙座（寄席）の開設など津市民の帰依所として、行政・経済、文教、娯楽の中心的な役割を果たした。しかし1945年（昭和20年）7月28日夜、アメリカ軍が全市にわたって投下した焼夷弾によって、市街建造物の大半と共に観音寺の堂宇も焼失した。この時、焼失したのは観音寺の山内寺院7か寺、旧国宝の観音寺本堂と大宝院本堂を含む41棟であり、焼失面積は総坪数900坪に及んだ。慶長年間に観音堂が建立されてから330年目の事であった。

### 再建
戦後の1949年（昭和24年）3月、河芸郡窪田の安養寺本堂を移築して仮観音堂が落慶した。1968年（昭和43年）には建築史家の村田治郎によって、戦災で焼失した旧本堂を模した観音堂が再建された。
観音堂落慶から12年後の1980年（昭和55年）に本格的な再建事業が始まり、同年に仁王門が、1984年（昭和59年）に鐘楼堂が、1986年（昭和61年）に手水屋形が完成した。1989年（平成元年）に収蔵庫が、1994年（平成6年）に護摩堂が、2001年（平成13年）に津観音資料館と三重県初の木造五重塔が完成した。
2022年（令和4年）3月18日には観音堂が登録有形文化財に答申され、6月29日には正式に登録された。

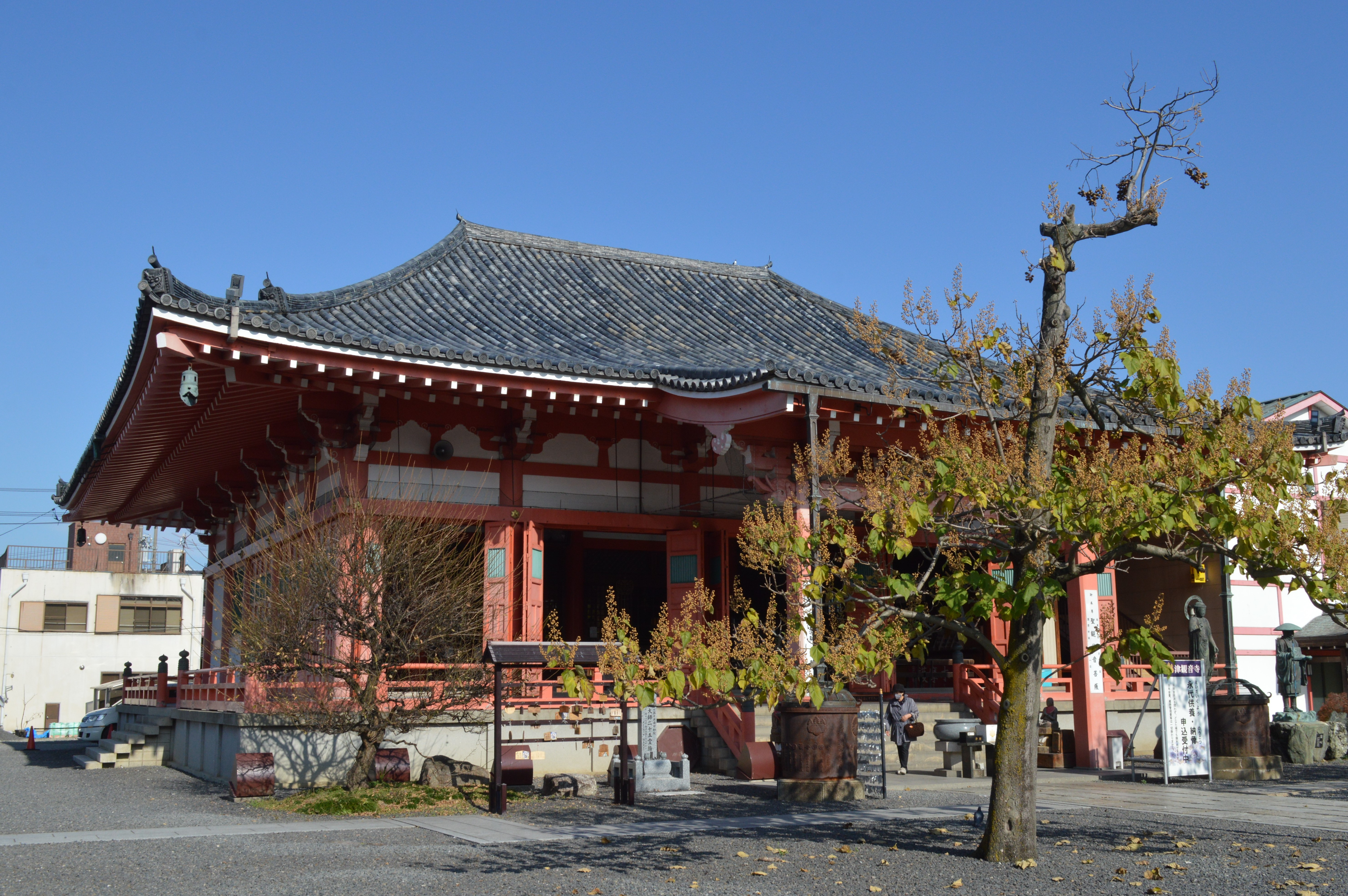
1968年完成の観音堂
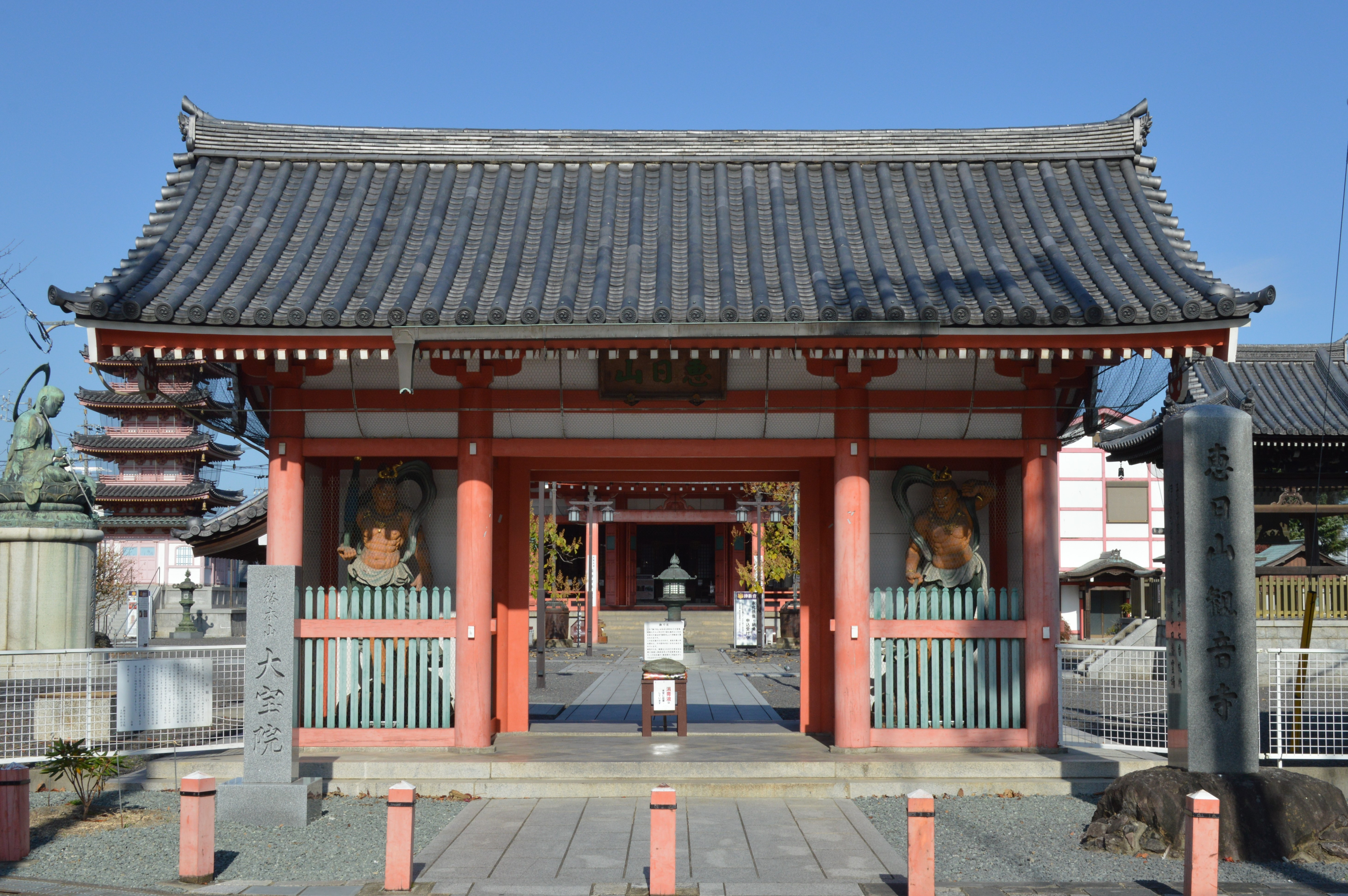
1980年完成の仁王門
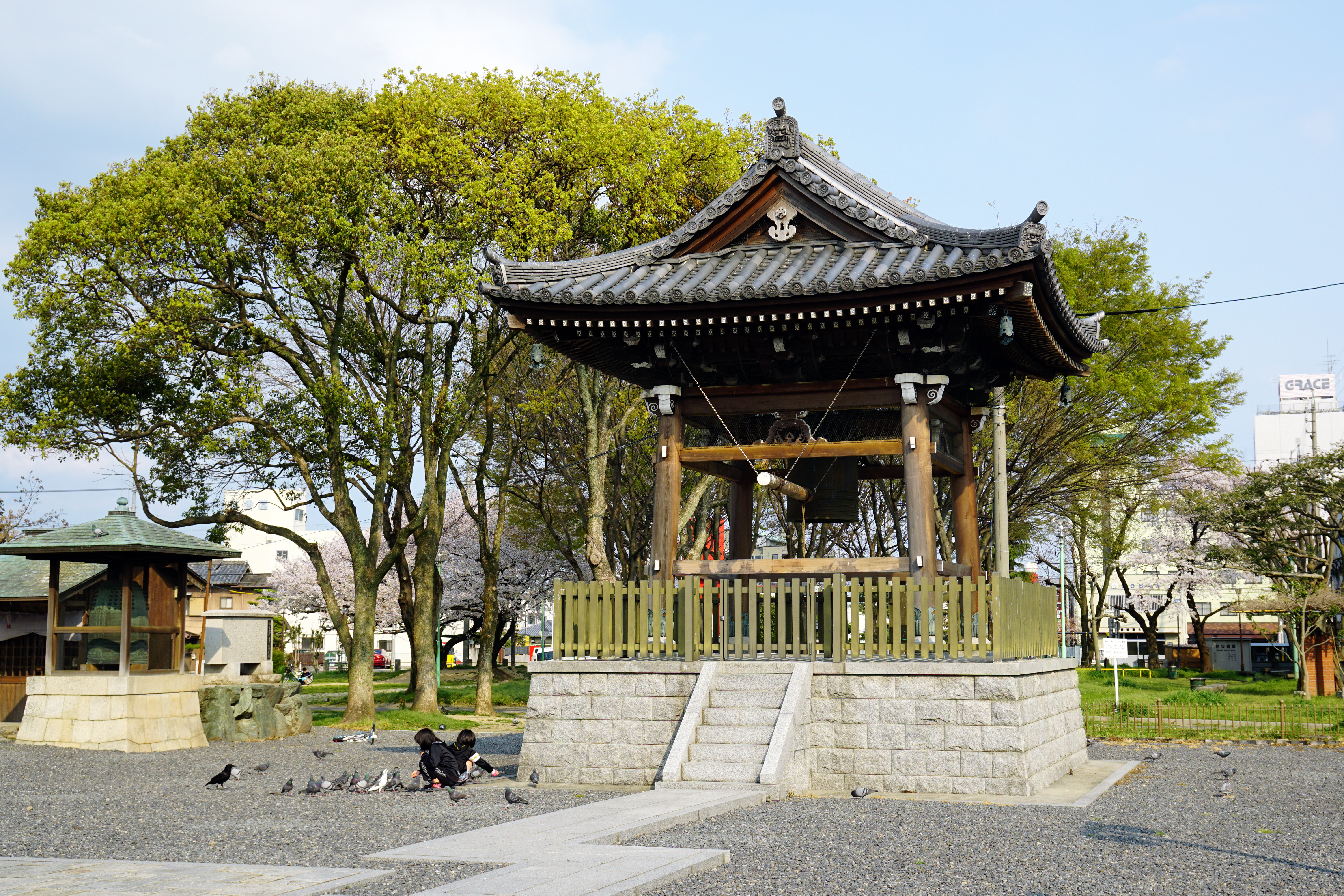
1984年完成の鐘楼堂
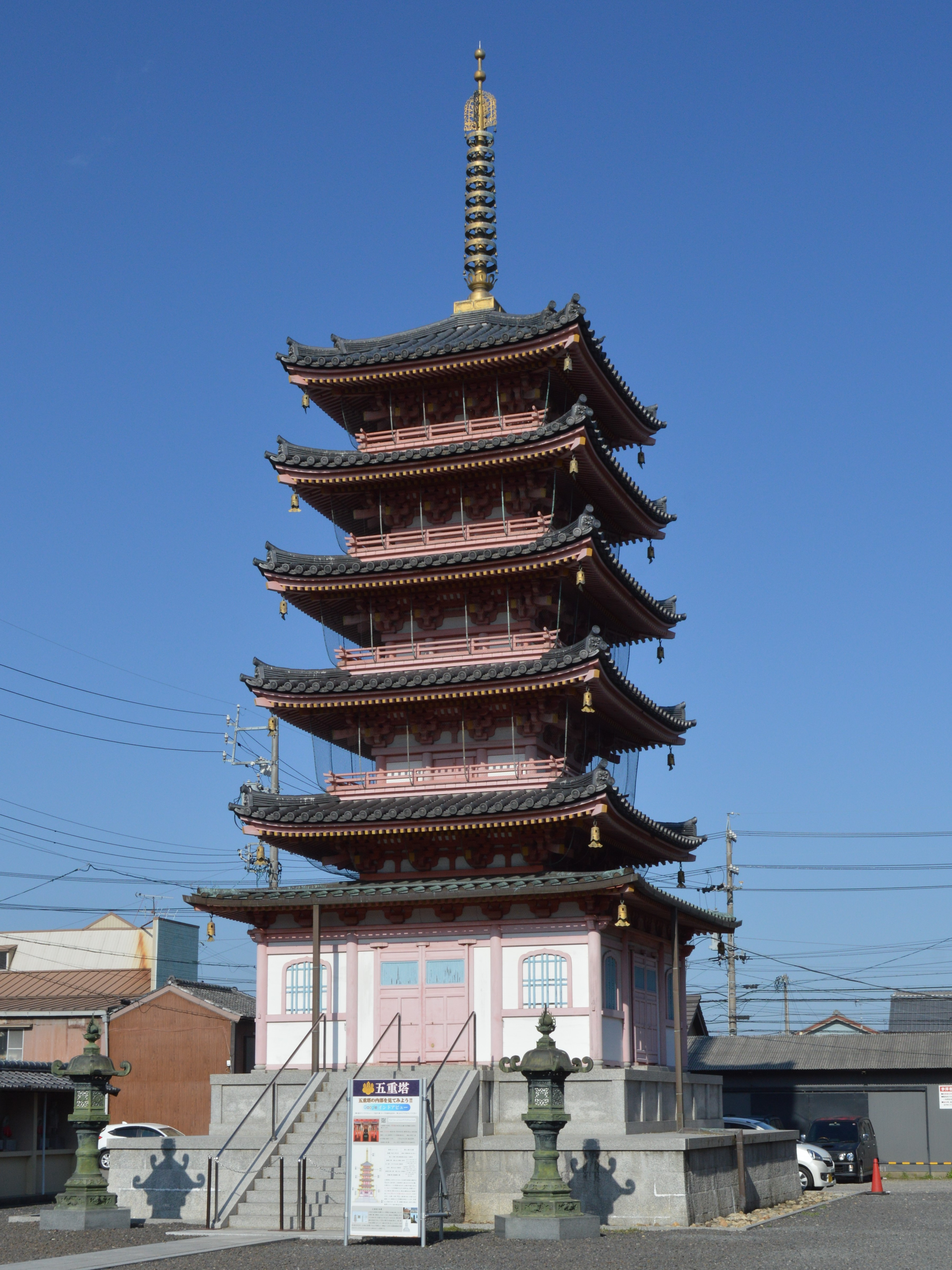
2001年完成の五重塔

## 鬼押さえ節分会
津観音鬼押え行事の名残りとして行われている行事。
かつて観音像が網にかかって海上から上がった時に鬼が観音像を奪おうとした故事に由来する。
観音像を奪いに来る鬼を武士に扮した町役が刀等を持って退治する行事で、鬼をうまく追い払った年は、豊漁になるといわれたが、あまりの激しさに死傷者が出るほどであり、幕末に一時中止、明治4年（1871年）には廃止された。
昭和30年代に鬼押さえ豆まきが行われるようになり、平成9年（1997年）に鬼押さえ行事として復活した。現在は神刀に見立てた竹が使われている。

## 文化財

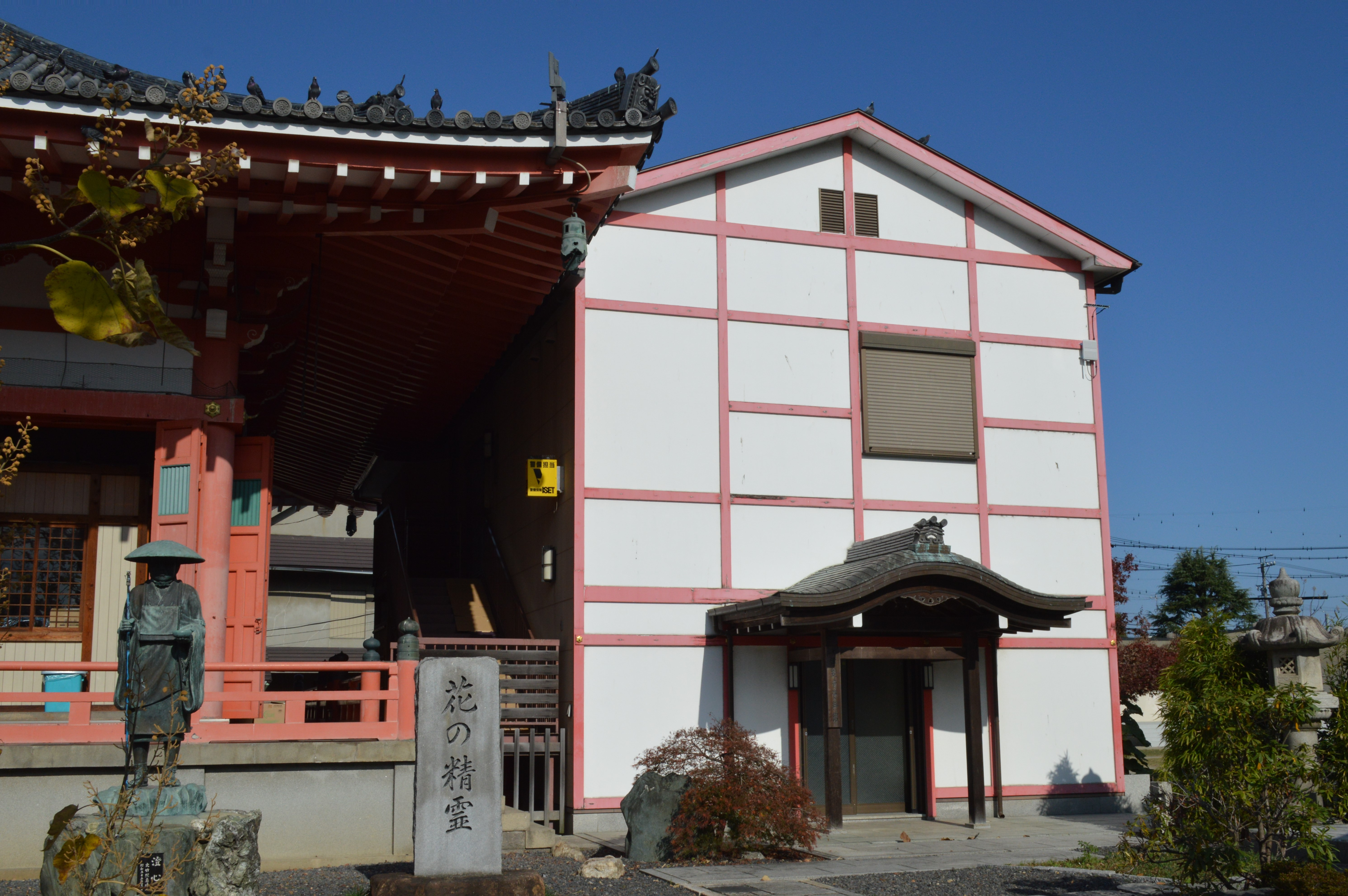
津観音資料館

◎印は県指定文化財
○印は市指定文化財

### 国指定重要文化財
- 絹本著色弘法大師像 鎌倉時代[8]

### 国登録有形文化財
- 観音堂

### 仏教絵画
名称、時代、備考
| - 両界曼荼羅図 - 江戸時代、絹本着色 - ◯尊勝曼荼羅図 - 室町時代、絹本着色 - ◎虚空蔵菩薩像 - 鎌倉時代、絹本着色 - ◯五大尊像 - 室町時代、絹本着色 - ◯不動明王像 - 室町時代、絹本着色 - ◎愛染明王像 - 室町時代、絹本着色 - ◎大威徳明王像 - 室町時代、絹本着色 - 金光明最勝王経断簡 - 奈良時代、紫紙金字 - ◎十二天像 - 室町時代、絹本着色 - 仏涅槃図 - 江戸時代、絹本着色 - 十六羅漢像 - 明時代、刺繍 - 苦行釈迦像 - 明時代、絹本着色 | - 白衣観音像 - 江戸時代、狩野探幽筆 - 真言八祖像 - 江戸時代、絹本着色 - ◯高野四所明神像 - 江戸時代、絹本着色 - 高野明神像 - 江戸時代、絹本着色 - 僧形八幡神像 - 江戸時代、絹本着色 - 雨宝童子像 - 江戸時代、紙本着色 - ◯釈迦十六善神像 - 南北朝時代、絹本着色 - 〇大隨求菩薩像 - 安土桃山～江戸時代、絹本着色 - ◯紺紙金銀泥法華経 - 南北朝時代、一・三・五・七巻 - 紺紙金銀泥法華経断簡 - 南北朝時代、紺紙金銀交書 - ◎千手千眼陀羅尼経 - 平安時代後期、紺紙金銀交書 (附:経箱) |

| 名称、時代、備考 - 聖観音立像 - 江戸時代、木造 - 阿弥陀三尊立像 - 江戸時代、木造 - 千手観音坐像 - 江戸時代、木造 - ◯阿弥陀如来立像 - 江戸時代、銅像 - 地蔵菩薩坐像 - 江戸時代、銅像 ◯阿弥陀如来坐像-平安時代、木造 名称、時代、備考 - 豊臣秀吉像 - 江戸時代、土佐光孚筆 - 徳川家康像 - 江戸時代、伝狩野山楽筆 - 藤堂高虎像 - 江戸時代、絹本着色 - 本居宣長像 - 江戸時代、鈴木英仲筆 |

### 絵画
名称、時代、備考
| - 邵雍・羿図 - 江戸時代、松花堂昭乗筆 - 鶉図 - 江戸時代、住吉具慶筆 - 老梅に鳩・松に尾長図 - 江戸時代、狩野常信筆 - 虎渓三笑図 - 江戸時代、月僊筆 - 秋渓覓句図 - 江戸時代、日根対山筆 - 秋坡聴泉図 - 江戸時代、日根対山筆 - 源氏物語 榊之巻図 - 江戸時代、帆山花乃舎筆 - 桃花蜘蛛網図 - 明治時代、藤堂高潔筆 - 〇諸夷職貢図 - 明時代、絹本着色 - 三十六歌仙図 - 江戸時代、絹本着色 - 耕作図 - 江戸時代、菊田伊洲筆 - 竹雀梅燕図 - 江戸時代、萩之坊乗圓筆 - 達磨坐像 - 江戸時代、陳翰筆 | - 渡唐天神像 - 江戸時代、月僊筆 - 芍薬図 - 江戸時代、増山雪斎筆 - 墨梅図 - 江戸時代、藤堂高兌筆 - 渓亭観瀑図 - 江戸時代、貫名海屋筆 - 山水図 - 江戸時代、中林竹洞筆 - 蘭・竹之図 - 江戸時代、韓天寿筆 - 伊辛野 - 江戸時代、韓天寿筆 - 若竹之図 - 江戸時代、小田海僊筆 - 布袋之図 - 江戸時代、奥田三角賛 - 国府阿弥陀江戸出開帳図 - 江戸時代、紙本墨画淡彩 - 恵日山観音寺境内図 - 江戸時代、紙本着色 - 伊勢参宮名所図会 - 江戸時代、紙本版本 |

### 書跡典籍、古文書
名称、時代、備考
| - 智慧論文 巻二 - 鎌倉時代、紙本墨書 - ◎後花園天皇宣旨 - 室町時代、大宝院宛 - ◎後柏原天皇宸翰 - 室町時代、紙本墨書 - ◎後奈良天皇永宣旨 - 室町時代、紙本墨書 - ◎後柏原天皇女房奉書 - 室町時代、東坊城家宛 - ◎後奈良天皇女房奉書 二通 - 室町時代、東坊城家宛 - ◎東山天皇宣旨 - 江戸時代、大宝院宛 - ◎桜町天皇宣旨 - 江戸時代、大宝院宛 - ◎桃園天皇宣旨 - 江戸時代、大宝院宛 - ◎光格天皇宣旨 - 江戸時代、大宝院宛 - ◎仁孝天皇宣旨 二通 - 江戸時代、大宝院宛 - ◎孝明天皇宣旨 - 江戸時代、大宝院宛 - ◎東坊城家契書 十通 - 江戸時代、大宝院宛 - ◎東坊城和長書状 - 室町時代、大宝院宛 - 六大院開基書 - 江戸時代、紙本墨書 - 恵日山観音寺制戒状 - 江戸時代、紙本墨書 - 国府阿弥陀堂勧進帳 - 江戸時代、紙本墨書 - 国府阿弥陀袈裟副状 - 桃山時代、紙本墨書 - 外宮一神主譲状 - 桃山時代、紙本墨書 - 無量寿寺奉納状 - 桃山時代、紙本墨書 - 市河三朗右衛門寄進状 - 桃山時代、紙本墨書 - 天神名号 - 江戸時代、菅原綱忠筆 - ◎豊臣秀吉判物 - 桃山時代、大宝院宛 - ◎豊臣秀吉朱印状 二通 - 桃山時代、大宝院宛 - ◎伊勢国安芸郡窪田幡多寺屋敷門前御検地帳之事 - 桃山時代 - ◎伊勢国一志郡七栗内中村郷上津前帳 - 桃山時代 - ◎分部隼人書状 - 桃山時代、大宝院宛 - ◎片桐且元等三名連署状 - 桃山時代、分部左京宛 - ◎徳川秀忠朱印状 - 江戸時代、大宝院宛 - ◎徳川家光朱印状 - 江戸時代、大宝院宛◎ - 伊達政宗書状 - 江戸時代、紙本墨書 | - 関盛信判物 - 桃山時代、紙本墨書 - 藤堂高虎黒印状 - 江戸時代、紙本墨書 - 藤堂高虎書状 - 江戸時代、紙本墨書 - 藤堂高虎黒印状・書状 - 江戸時代、紙本墨書 - 和漢朗詠集切 - 鎌倉時代、伝寂蓮筆 - 和漢朗詠集切 - 鎌倉時代、伝世尊寺行能筆 - 和歌短冊（橋月） - 室町時代、東坊城和長筆 - 和歌短冊（隣檮衣） - 室町時代、東坊城和長筆 - （燭）墨蹟 - 江戸時代、白隠慧鶴筆 - 千利休書状 - 桃山時代、宮法尊老宛 - 江月宗玩書状 - 江戸時代、宗室老宛 - 古田織部書状 - 桃山時代、一庵宛 - 小堀遠州書状 - 江戸時代、松越州宛 - 本阿弥光悦書状 - 江戸時代、紙本墨書 - 金森宗和書状 - 江戸時代、道祐宛 - 松花堂昭乗書状 - 江戸時代、本阿弥光悦宛 - 五言句 - 明時代、費隠通容筆 - 甲辰元旦祝書 - 江戸時代、隠元隆琦筆 - （常瑜伽） - 江戸時代、慈雲飲光筆 - （千歳春） - 江戸時代、慈雲飲光筆 - 和歌短冊 - 江戸時代、金銀散紙本墨書 - 和歌懐紙（不二） - 江戸時代、契沖筆 - 草書七絶 - 江戸時代、土井聱牙筆 - 草書七絶 - 江戸時代、斎藤拙堂筆 - 五言律詩 - 江戸時代、大眉性善筆 - 御賜紫端研詩七絶 - 江戸時代、雲華上人筆 - 草書七絶 - 江戸時代、梁川星巌筆 - 太公垂釣七絶 - 江戸時代、佐藤一斎筆 - 草書七律 - 江戸時代、悟心筆 - 紺紙金字妙法蓮華経8巻 - 平安～鎌倉時代 |

### 工芸
名称、時代、備考
| - 古銅花入 - 江戸時代 - 白磁劃花 花卉文碗 - 明～清時代 - 白濁釉刷毛目波状文 半筒茶碗 - 江戸時代 - 黒茶碗 - 江戸時代、仁阿弥道八作 - 竹 茶杓 - 桃山時代、千利休作 - 桐蒔絵 中次 - 江戸時代、（藤重）針描銘 - 青花 花鳥図寸切香合 - 清時代、景徳鎮窯 - 堆朱 楼閣人物図香合 - 清時代 - 褐釉 双耳四方水指 - 江戸時代 - 飴釉 双耳水指 - 江戸時代 - 雪中松画透鉢 - 江戸時代、仁阿弥道八作 - 青花 赤壁図鉢 - 清時代、景徳鎮窯 - 赤絵 龍文鉢 - 江戸時代、安藤焼 - 大丸釜 - 桃山時代、辻与次郎作 - 霰真形釜 - 江戸時代、鉄製 | - 真形風炉 - 江戸時代、銅製 - 色絵 楼閣山水図脚付八角皿 - 江戸時代、古九谷様式 - 青花 花卉文輪花皿 - 十八世紀 - オランダ - 砂張 建水 - 江戸時代 - 藍地刺繍 三亀文大袱紗 - 明治～昭和 - 裏：緑地刺繍梅花文 - ◯孔雀文磬 - 江戸時代、金銅製 - 鶏文磬 - 江戸時代、銅製 - 御座船天井図 - 桃山時代 - 鬼面文鬼瓦 - 江戸時代 - 松尾芭蕉句碑 - 江戸時代 - ◯梵鐘 - 江戸時代 - 天水鉢 - 江戸時代、鉄製 - ◯燈籠 - 江戸時代、銅製 - ◯水盤 - 江戸時代、銅製 |